# Música en la catedral-basílica del Pilar de Zaragoza
La historia de la música en la Basílica del Pilar se remonta a la Edad Media, cuando, en el primitivo templo románico del Pilar, un ministril acompañaba con el bajón las voces de la capella. La polifonía instrumental aparece en el siglo XVI, con músicos que interpretan al «tenor» y «contrabajón», y la primera orquesta entre 1575 y 1600, al servicio de Diputación del General del Reino de Aragón y del templo de Santa María. El archivo musical del Pilar está reunido junto al de la Seo, y juntos albergan una ingente cantidad de producción musical.
En 1463, con la construcción del primer órgano del templo por Enrique de Colonia. Es renovado en 1537 por Martín de Córdoba, con la firme intención de competir con el instalado en el coro de la Seo.
El órgano del Pilar fue estructurado por Guillermo de Lupe y su hijo Gaudioso entre 1595 y 1602, de acuerdo a la reforma hecha por Guillermo en el de la Seo hacia 1577.
Es posible que en 1657 haya habido varios órganos de diferentes tamaños y posibilidades en la colegiata gótico-mudéjar de Santa María la Mayor de Zaragoza. Se trata de un referente de la rica actividad musical durante el Siglo de Oro.

## Maestros de Capilla
- Siglo XVI. Juan García de Basurto, Melchor Robledo, Antón Vergara, Cristóbal Cortés, Juan Pujol.
- Siglo XVII. Urbán de Vargas, Juan Marqués, José Ruiz Samaniego, José Alonso Torices, Juan Pérez Roldán, Diego de Cáseda y Zaldívar, Jerónimo Latorre, Miguel Ambiela.
- Siglo XVIII. Joaquín Martínez de la Roca, Luis Serra, Bernardo Miralles, Cayetano Echevarría, Joaquín Lázaro, Manuel Álvarez, José Gil de Palomar, Vicente Fernández.
- Siglo XIX. Hilario Prádanos, Antonio Félix Lozano González, Francisco Agüeras.
- Siglo XX. Gregorio Arciniega, Juan Azagra Vicente, José Vicente González Valle.

## Organistas
- Siglo XVI. Mosén Montaña, Pedro Ricardo, Martín Monje, Juan Marco.
- Siglo XVII. Pedro Blasco, Juan Luis López, José Muniesa, Diego Xaraba y Bruna, Jerónimo Latorre, Joaquín Martínez de la Roca.
- Siglo XVIII. Tomás Soriano, Ramón Cuéllar.
- Siglo XIX. Ramón Ferreñac, Valentín Melón.
- Siglo XX. Francisco Agüeras, Gregorio Garcés Til.